# Stelodoryx
Stelodoryx is een geslacht van sponsdieren uit de klasse van de Demospongiae (gewone sponzen).

## Soorten
- Stelodoryx argentinae Bertolino, Schejter, Calcinai, Cerrano & Bremec, 2007
- Stelodoryx chlorophylla Lévi, 1993
- Stelodoryx cribrigera (Ridley & Dendy, 1886)
- Stelodoryx dubia (Burton, 1928)
- Stelodoryx flabellata Koltun, 1959
- Stelodoryx lissostyla (Koltun, 1959)
- Stelodoryx mucosa Lehnert & Stone, 2015
- Stelodoryx multidentata (Boury-Esnault & van Beveren, 1982)
- Stelodoryx oxeata Lehnert, Stone & Heimler, 2006
- Stelodoryx pectinata (Topsent, 1890)
- Stelodoryx phyllomorpha Lévi, 1993
- Stelodoryx pluridentata (Lundbeck, 1905)
- Stelodoryx procera Topsent, 1904
- Stelodoryx siphofuscus Lehnert & Stone, 2015
- Stelodoryx toporoki Koltun, 1958
- Stelodoryx vitiazi (Koltun, 1955)